# Adolf Rozwadowski
Adolf Jordan Rozwadowski (ur. 1813, zm. 26 maja 1871 w Paryżu) – polski działacz niepodległościowy, powstaniec listopadowy. 

## Życiorys
Był synem Stanisława i Joanny ze Studzińskich; ojciec pracował jako burgrabia warszawskiego pałacu Ministerstwa Skarbu. Rozwadowski w młodym wieku służył w piechocie w czasie powstania listopadowego. Po upadku powstania podjął w Warszawie pracę urzędnika (w Dyrekcji Generalnej Loterii), a zarazem włączył się w ruch spiskowy w organizacji pod kierunkiem Gerwazego Gzowskiego. W obawie przed aresztowaniem na początku lat 40. XIX wieku przeniósł się do Galicji. Tu także pracę na stanowisku urzędniczym – w Urzędzie Obwodowym w Tarnopolu – łączył z działalnością konspiracyjną, obejmując z wyboru dwóch zjazdów działaczy rewolucyjnych (w październiku 1845 w Wojsławiu i w grudniu tegoż roku w Zakrzewiu) kierownictwo tajnej organizacji w Tarnopolskiem i Czortkowskiem. Później Rozwadowski przebywał w Wielkim Księstwie Poznańskim, utrzymując się z drukarstwa. W latach 1846–1848 był więziony za działalność konspiracyjną, być może za współpracę z Walentym Stefańskim.
Opuścił więzienie w okresie Wiosny Ludów i po krótkim pobycie w charakterze emisariusza w Galicji wyemigrował do Paryża. Pracował jako tłumacz przysięgły. Przez pewien czas mieszkał z generałem Karolem Różyckim. Był zaangażowany w działalność w kole towiańczyków. W powstaniu styczniowym miał wziąć udział w wyprawie na Poryck.
Zmarł tragicznie, rozstrzelany razem z Michałem Szweycerem przez żołnierzy wojska wersalskiego w czasie Komuny Paryskiej. „Jedną z najokropniejszych była egzekucja Rozwadowskiego i Szwejcera”, relacjonował Władysław Mickiewicz śmierć rodaków, oskarżonych o sprzyjanie komunardom; dowodem ich winy było zapalone światło, rzekomo znak dawany komunardom. Zwłoki rozstrzelanych przez dwa dni leżały na ulicy, potem Edmund Różycki (syn Karola) pochował je na cmentarzu w Bercy, a następnie Józef Alojzy Reitzenheim przeniósł do zbiorowego grobu na Père-Lachaise.
Rozwadowski uchodził za „człowieka cichego, pracowitego i «wyższego ukształcenia»” (K. Wyczańska). Jego osobę oraz Szweycera upamiętnił Teofil Lenartowicz w wierszu  Dwaj towiańczycy (Szweycera błędnie nazywając Ludwikiem).
Od 1836 był żonaty z Eudoksją z Sobolewskich, z którą miał dwoje dzieci. Po wyjeździe Rozwadowskiego żona pozostawała przez pewien czas w kraju, w 1848 była więziona za pomoc udzielaną więźniom politycznym i kolportaż ulotek; w 1854 także przeniosła się do Francji.